# Edin Husić
Edin Husić (* 10. November 1985 in Tuzla, Bosnien-Herzegowina) ist ein bosnischer Fußballspieler.

## Karriere
Husić wurde in der Jugend bei Dinamo Zagreb ausgebildet und absolvierte über 110 Erstligaspiele in der kroatischen 1. HNL und in der bosnischen Premijer Liga. Er spielte unter anderem für NK Karlovac, Cibalia Vinkovci, HNK Orašje, FK Sarajevo und FK Sloboda Tuzla. Von Januar 2013 bis Februar 2014 spielte er in den USA für die San Antonio Scorpions.
Im Sommer 2016 verpflichtete ihn der deutsche Regionalliga-Absteiger FC Kray. Er verließ den Verein bereits in der Winterpause wieder und wechselte zum FSV Duisburg in die Landesliga. Im Sommer 2018 wechselte er zum SV Hönnepel-Niedermörmter. Im Juli 2020 wechselte Husić zum Bezirksligisten DJK Vierlinden.
Zwischen 2006 und 2008 gehörte Husić der bosnischen Nationalmannschaft an.